# Elisa Facchini
Elisa Facchini (Treviso, 12 agosto 1977) è un'ex rugbista a 15 e dirigente sportiva italiana che militò nel ruolo di mediano di mischia nelle Red Panthers, la sezione femminile del Benetton.

## Biografia
Dopo un periodo da cheerleader a supporto della squadra di pallacanestro della Benetton, intorno ai 18 anni sperimentò il rugby; entrò nella sezione femminile del Benetton, le Red Panthers, alternando l'attività sportiva agli studi in veterinaria.
In Nazionale dal 2002 (esordio contro la Francia), prese parte dal 2007 (anno di ammissione dell'Italia) al Sei Nazioni femminile, centrando anche la prima vittoria assoluta del torneo nell'ultimo incontro dell'edizione 2008, contro la Scozia.
Nel corso del Sei Nazioni femminile 2010 fu parte della squadra che colse il primo successo esterno di sempre dell'Italia in tale torneo, contro il Galles.
Esercita la professione di veterinario e di informatore farmaceutico, ed è sposata con il rugbista livornese Matteo Mazzantini, mediano di mischia internazionale, più volte azzurro anch'egli.
Fa parte dello staff tecnico del comitato regionale veneto della Federazione Italiana Rugby come responsabile del settore U-18 femminile élite e, dal 2022, è direttrice sportiva delle Red Panthers. 

## Palmarès
- Campionati italiani: 12
Red Panthers: 1995-96, 1996-97, 1997-98, 1998-99, 1999-2000, 2000-01, 2001-02, 2002-03, 2005-06, 2007-08, 2008-09, 2010-11